# Steve Swallow
Pour les articles homonymes, voir Swallow.
 (juillet 2021).
Si vous disposez d'ouvrages ou d'articles de référence ou si vous connaissez des sites web de qualité traitant du thème abordé ici, merci de compléter l'article en donnant les références utiles à sa vérifiabilité et en les liant à la section « Notes et références ».
Steve Swallow est un bassiste et contrebassiste et compositeur de jazz américain, né le 4 octobre 1940 à New York.

## Biographie

### Jeunesse et formation
Steve Swallow passe son enfance à Fair Lawn (New Jersey)[source insuffisante]. Il commence par apprendre le piano avant de passer à la contrebasse à l'âge de 14 ans.

### Carrière
Il commence à se produire professionnellement alors qu'il est encore à l'université Yale. On peut l'entendre dans des formations de dixieland ou de middle jazz (Pee Wee Russell, Buck Clayton, Vic Dickenson…).
En 1960, il fait la connaissance de Paul et Carla Bley. Il quitte Yale pour s'installer à New York. Là, il intègre avec Paul Bley le trio de Jimmy Giuffre. Par ailleurs, il joue dans le sextet de George Russell.
Au début des années 1960, on peut aussi l'entendre auprès de João Gilberto, Sheila Jordan, Benny Goodman, Marian McPartland, Chico Hamilton, Al Cohn, Zoot Sims, Clark Terry, Bob Brookmeyer, Chick Corea…
En 1964, il rejoint le quartet d'Art Farmer (avec Jim Hall. Il commence par ailleurs à composer des morceaux. Plusieurs de ses compositions deviendront des standards de jazz (Eiderbown, Falling Grace, Hullo Bolinas, Peau douce, I'm Your Pal, Arise Her Eyes, Como En Vietnam)[réf. nécessaire].
De 1965 à 1967, il est membre du quartet de Stan Getz. Il y fait connaissance de Gary Burton et de Roy Haynes.
En 1968, il rejoint le quartet de Gary Burton dont il sera membre régulier, avec quelques interruptions, pendant 20 ans. Au fil des ans, il y croise Larry Coryell, Mick Goodrick, Pat Metheny, Jerry Hahn, Eberhard Weber, Bob Moses, Makoto Ozone, Tiger Okoshi… Aujourd'hui encore[Quand ?], Swallow et Burton se produisent et enregistrent souvent ensemble.
Dans les années 1970, on peut aussi l'entendre avec Dizzy Gillespie, Michael Brecker, George Benson, Herbie Hancock, Steve Lacy, Keih Jarrett, Stéphane Grappelli, Hal Willner, Dr. John, James Taylor…
De 1974 à 1976, il est professeur au Berklee College of Music. Il est un des « instigateurs » de la publication du fameux premier Real Book (qui contient d'ailleurs les partitions de plusieurs de ses compositions).
En 1978, il rejoint l'orchestre de Carla Bley, dont le trompettiste Michael Mantler est le compagnon de l'époque. Swallow et Bley vont collaborer de façon intense dans la formation de la compositrice ou parfois en duo. Au début des années 1990, Swallow devient le compagnon de Carla Bley. Ils sont par ailleurs dirigeants des labels WATT et XTraWATT.
Depuis les années 1980, Swallow, outre sa collaboration avec Carla Bley, a aussi dirigé ses propres formations. Il a participé en sideman à une multitudes d'enregistrements. On a pu l'entendre avec Jimmy Giuffre & Paul Bley (re-formation pour deux disques du trio des années 1960), le poète Allen Ginsberg, John Scofield, Pat Metheny, Steve Kuhn, Joe Lovano, Paul Motian, Motohiko Hino, Ernie Watts, Michael Gibbs, Rabih Abou-Khalil, Tom Harrell, Mulgrew Miller, Jack DeJohnette, Niels-Henning Ørsted Pedersen, Michael Franks, John Taylor, Gil Golstein, Kip Hanrahan, Andy Sheppard, Paolo Fresu, Henri Texier, Christophe Marguet, Burhan Öçal, etc.

## Style
En 1970, il abandonne la contrebasse pour se consacrer à la guitare basse.
Depuis les années 1990, il utilise essentiellement une guitare basse à cinq cordes, dessinée spécialement pour lui, accordée : mi, la, ré, sol, do.
Son style à la guitare basse, aux antipodes de celui de Jaco Pastorius ou de Stanley Clarke est assez facilement reconnaissable : usage du médiator près du manche en technique « d'aller-retour », ce qui donne un son rond, appuyé et boisé.

## Discographie

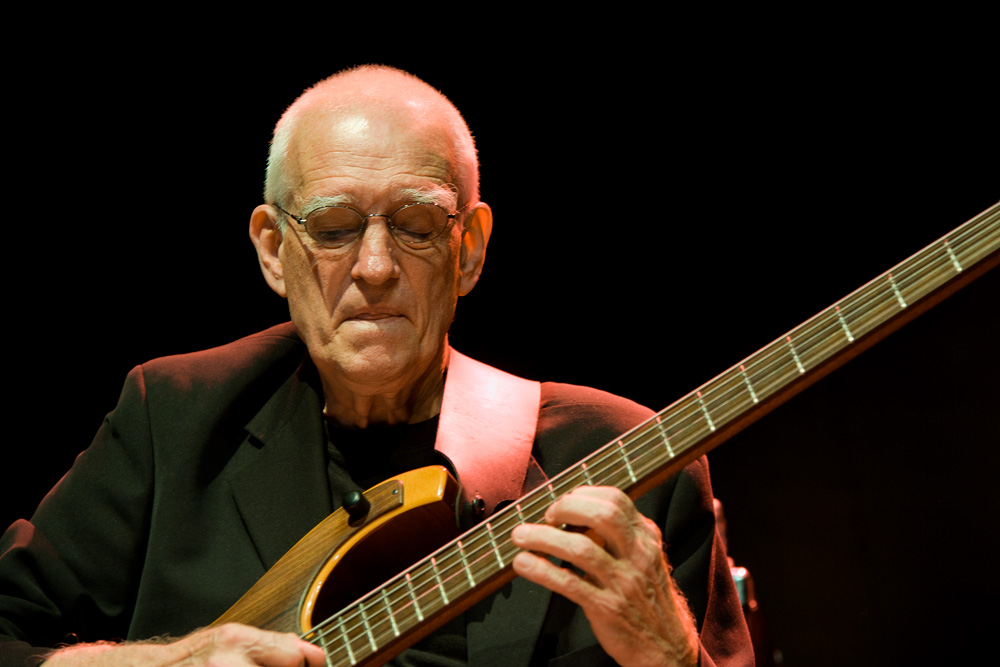
Steve Swallow, moers festival 2012.

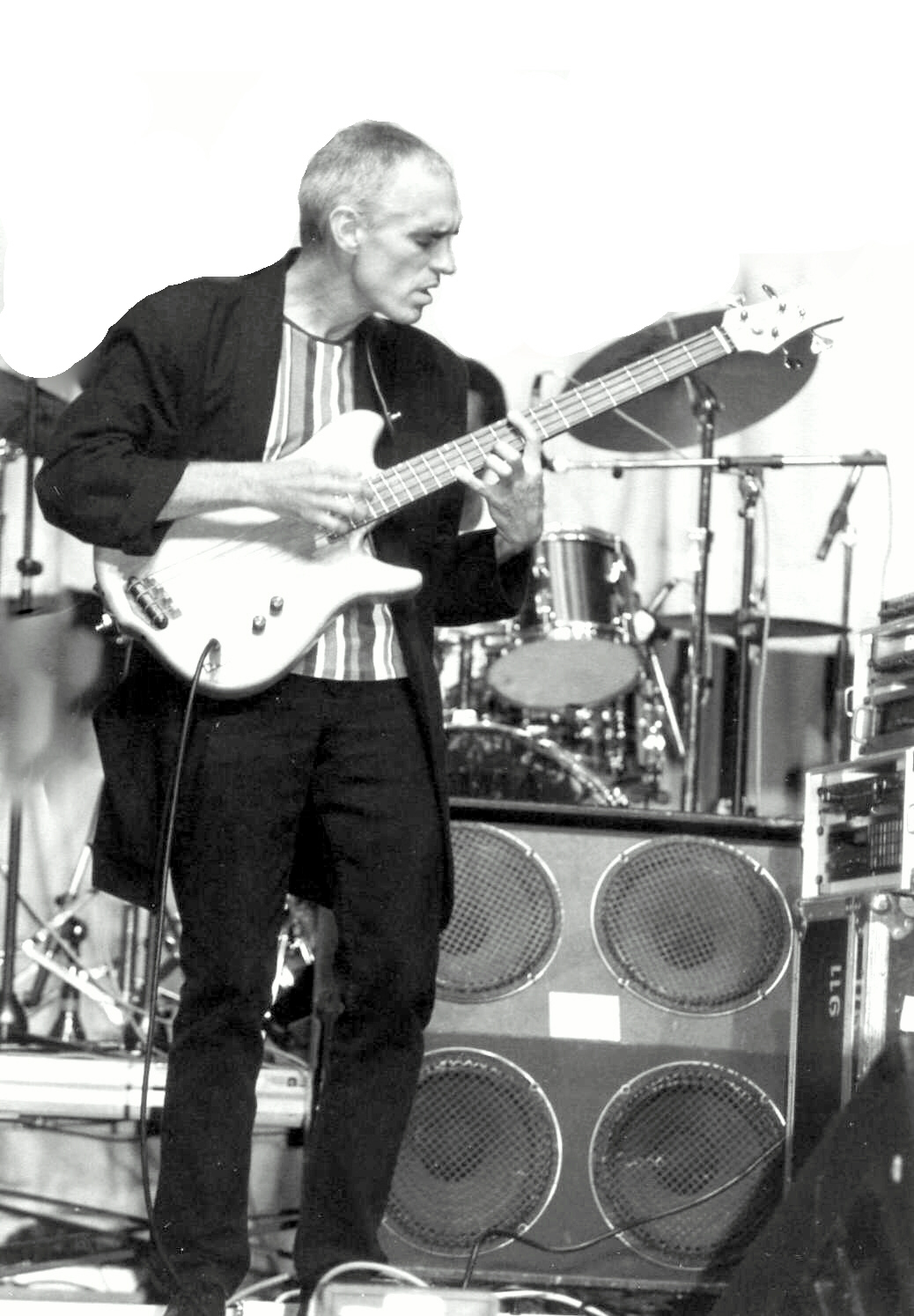
Steve Swallow au festival de jazz de Münster en 1987.

### En tant que leader ou coleader
- 1975 : Hotel Hello (avec Gary Burton)
- 1979 : Home (en) (avec Sheila Jordan, Steve Kuhn, David Liebman, Lyle Mays et Bob Moses)
- 1985 : Night-Glo, avec Carla Bley
- 1988 : Duets, avec Carla Bley
- 1992 : Swallow
- 1993 : Go Together, avec Carla Bley
- 1994 : Real Book, avec Carla Bley et Andy Sheppard
- 1994 : Songs with Legs
- 1997 : Deconstructed
- 2000 : Always Pack Your Uniform On Top
- 2000 : Carla
- 2000 : Are We There Yet?, avec Carla Bley
- 2001 : Damaged in Transit
- 2002 : Trio (Jonas Johansen, Hans Ulrik)
- 2007 : So there
- 2013 : Trios, avec Carla Bley et Andy Sheppard
- 2016 : Andando el tiempo, avec Carla Bley et Andy Sheppard
- 2020 : Life Goes On, avec Carla Bley et Andy Sheppard

### En tant que sideman
Avec Carla Bley
- 1982 : Live! (Watt/ECM)
- 1984 : Heavy Heart (Watt/ECM)
- 1984 : I Hate to Sing (Watt/ECM)
- 1987 : Sextet (Watt/ECM)
- 1989 : Fleur Carnivore (Watt/ECM)
- 1991 : The Very Big Carla Bley Band (Watt/ECM)
- 1993 : Big Band Theory (Watt/ECM)
- 1996 : The Carla Bley Big Band Goes to Church (Watt/ECM)
- 1998 : Fancy Chamber Music (Watt/ECM)
- 2000 : 4x4 (Watt/ECM)
- 2003 : Looking for America (Watt/ECM)
- 2004 : The Lost Chords (Watt/ECM)
- 2007 : The Lost Chords find Paolo Fresu (Watt/ECM)
- 2008 : Appearing Nightly (Watt/ECM)
- 2009 : Carla's Christmas Carols (Watt/ECM)

Avec Henri Texier
- 1988 : Izlaz (Label Bleu)
- 1988 : Colonel Skopje (Label Bleu)
- 1997 : Respect (Label Bleu)

### Interviews
- sur jazzweekly.com
- entretien en français paru dans le n° 529, daté avril 1996, de la revue Jazz Hot
- sur jazzreview.com
- sur thephoenix.com

### Partitions
- Steve Swallow a mis en ligne, sur le site qu'il partage avec Carla Bley et Karen Mantler, les partitions de nombreuses de ses compositions.